# منتزه الكتابة على الحجر الإقليمي
منتزه الكتابة على الحجر الإقليمي (بالإنجليزية: Writing-on-Stone Provincial Park)‏ منتزه كندي يقع حوالي 100 كلم جنوب شرق ليثبريدج في مقاطعة البرتا. يكتسب المنتزه أهميته كمحمية طبيعية، وأهميته الثقافية لإحتوائه على أعداد كبيرة من الصخور المرسومة والمنحوتة على يد السكان الأصليين. المُنتزه مَكان مُهم ومُقدس لقبائل القدم السوداء والعديد من قبائل السكان الأصليين.

## الأهمية الثقافية
يحتوي المنتزه على أعظم كمية من الصخور الفنية في السهول الكبرى في أمريكا الشمالية، حيث يضم 50 تجمع للصخور الفنية وآلاف الأعمال الفنية.

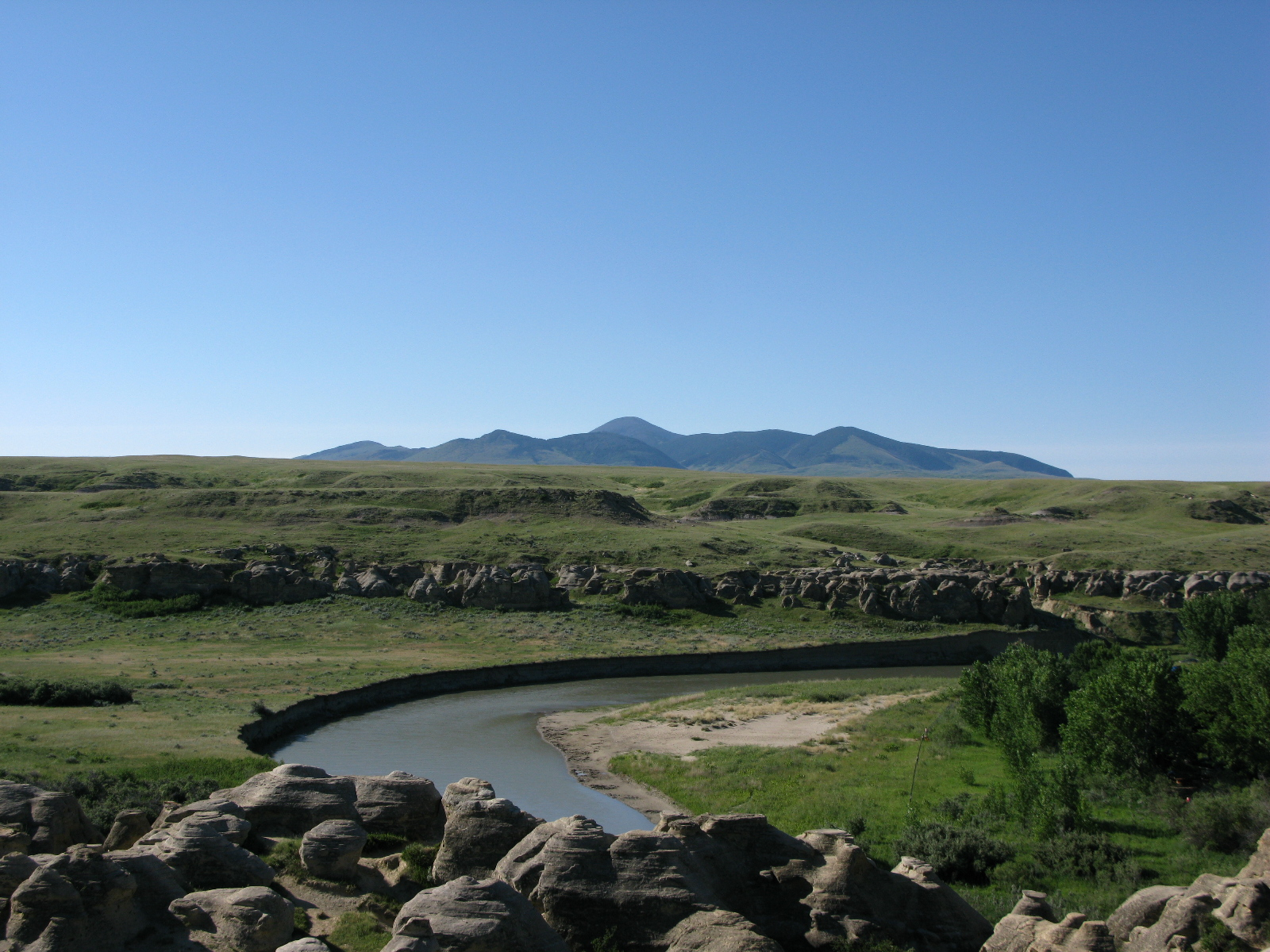
موقع المنتزه.

ويتضمن موقع لشرطة الخيالة التأريخي الذي يَعود بِنائُه إلى القرن التاسع عشر.